# Kaposhomok, Somogy
Kaposhomok  este un sat în districtul Kaposvár, județul Somogy, Ungaria, având o populație de 484 de locuitori (2011). 

## Demografie
Componența etnică a satului Kaposhomok
     Maghiari (83,3%)
     Romi (13,17%)
     Germani (1,48%)
     Români (1,11%)
     Necunoscut (0,93%)
     Alții (0,93%)
Componența confesională a satului Kaposhomok
     Romano-catolici (64,88%)
     Fără religie (15,5%)
     Reformați (3,51%)
     Atei (1,03%)
     Necunoscută (15,08%)
Conform recensământului din 2011, satul Kaposhomok avea 484 de locuitori. Din punct de vedere etnic, majoritatea locuitorilor (83,3%) erau maghiari, existând și minorități de romi (13,17%), germani (1,48%) și români (1,11%). Apartenența etnică nu este cunoscută în cazul a 0,93% din locuitori.  Din punct de vedere confesional, majoritatea locuitorilor (64,88%) erau romano-catolici, existând și minorități de persoane fără religie (15,5%), reformați (3,51%) și atei (1,03%). Pentru 15,08% din locuitori nu este cunoscută apartenența confesională.